# Fehlerellipse
Bei der Ausgleichung geodätischer Lagenetze erhält man im Zuge der Fehlerrechnung die mittleren Fehler der Punktkoordinaten in Richtung der jeweiligen Koordinatenachsen. Zur Analyse der Fehlersituation ist jedoch die Kenntnis der Maximalfehler und deren Ausrichtung erforderlich.
Mit Hilfe der Kofaktoren aus der Ausgleichung lassen sich der Maximal- und der Minimalfehler berechnen. Da deren Achsen senkrecht aufeinander stehen, ist die Konstruktion einer Ellipse möglich, die in einer Übersichtskartierung die Fehlersituation übersichtlich darstellen kann.
Zum Abgleich der Bezeichnungen sind nachstehend die Grundgleichungen einer Ausgleichung nach der Methode der kleinsten Quadrate im Sinne einer Netzausgleichung angegeben:
```
  v: Vektor der Verbesserungen der Beobachtungen
  A: Designmatrix; linearisiertes funktionale Modell
  P: Gewichtsmatrix der Beobachtungen
  x: Vektor der gesuchten Koordinatenzuschläge
  l: Vektor der Beobachtungen
```

Verbesserungsgleichungen:
{\displaystyle v=A\cdot x-l}
Berechnung der Unbekannten:
{\displaystyle x=(A^{T}\cdot P\cdot A)^{-1}\cdot A^{T}\cdot P\cdot l}
Berechnung der Kofaktorenmatrix:
{\displaystyle Q_{xx}=(A^{T}\cdot P\cdot A)^{-1}}
Kofaktorenmatrix mit ihren punktbezogenen Kofaktoren:
{\displaystyle Q_{xx}={\begin{pmatrix}q_{xx_{1}}&q_{xy_{1}}&\cdots &\cdots &\cdots &\cdots &\cdots \\q_{xy_{1}}&q_{yy_{1}}&\cdots &\cdots &\cdots &\cdots &\cdots \\\cdots &\cdots &q_{xx_{2}}&q_{xy_{2}}&\cdots &\cdots &\cdots \\\cdots &\cdots &q_{xy_{2}}&q_{yy_{2}}&\cdots &\cdots &\cdots \\\cdots &\cdots &\cdots &\cdots &q_{xx_{3}}&q_{xy_{3}}&\cdots \\\cdots &\cdots &\cdots &\cdots &q_{xy_{3}}&q_{yy_{3}}&\cdots \\\cdots &\cdots &\cdots &\cdots &\cdots &\cdots &\cdots \end{pmatrix}}}
Mittlerer Gewichtseinheitsfehler der Ausgleichung (Anmerkung: früher wurden Standardabweichungen im Vermessungswesen als mittlere Fehler bezeichnet):
{\displaystyle m_{0}={\sqrt {\frac {\Sigma vvp}{n-u}}}={\sqrt {\frac {v^{T}Pv}{n-u}}}}

Darstellung der aus einer Ausgleichung abgeleiteten Fehlerellipse mit den Maximalfehlern.

Mittlerer Koordinatenfehler in X-Richtung:
{\displaystyle m_{x}=m_{0}\cdot {\sqrt {q_{xx}}}}
Mittlerer Koordinatenfehler in Y-Richtung:
{\displaystyle m_{y}=m_{0}\cdot {\sqrt {q_{yy}}}}
Richtungswinkel des Maximalfehlers:
{\displaystyle \tau ={\frac {1}{2}}\cdot \arctan {\frac {2\cdot q_{xy}}{q_{xx}-q_{yy}}}\,}
Hilfsgrössen:
{\displaystyle q_{1}={\frac {q_{xx}+q_{yy}}{2}}}
{\displaystyle q_{2}={\frac {1}{2}}\cdot {\sqrt {(q_{xx}-q_{yy})^{2}+4\cdot q_{xy}^{2}}}}
Berechnung des Kofaktors des Maximalfehlers:
{\displaystyle q_{\mathrm {max} }=q_{1}+q_{2}}
Berechnung des Kofaktors des Minimalfehlers:
{\displaystyle q_{\mathrm {min} }=q_{1}-q_{2}}
Beziehung zwischen den Kofaktoren in Richtung der Koordinatenachsen und denen der Maximalfehler:
{\displaystyle q_{\mathrm {max} }+q_{\mathrm {min} }=q_{xx}+q_{yy}}
Mittlerer Maximalfehler:
{\displaystyle m_{\mathrm {max} }=m_{0}\cdot {\sqrt {q_{\mathrm {max} }}}}
Mittlerer Minimalfehler:
{\displaystyle m_{\mathrm {min} }=m_{0}\cdot {\sqrt {q_{\mathrm {min} }}}}
Obwohl die Fehlerellipse ein vielverwendetes Darstellungsmittel ist, sei darauf hingewiesen, dass die Form der Fehlerellipse keine korrekte Aussage zulässt bei Fehlern, die weder in den Koordinatenachsen, noch in den Achsen der Maximalfehler liegen. Aus diesem Grunde sollte statt der Fehlerellipse besser deren Fußpunktkurve Verwendung finden, die richtungsunabhängig korrekte Aussagen zum mittleren Fehler (der Standardabweichung) zulässt, aber deutlich schwieriger zu berechnen ist. Alternativ kann auch eine Konfidenzellipse berechnet und dargestellt werden.